# Presidentvalet i Ukraina 1994
Presidentvalet i Ukraina 1994 ägde rum 16 juni och 10 juli. Valet stod i huvudsak mellan den sittande presidenten Leonid Kravtjuk och Leonid Kutjma.